# Valença do Piauí
Valença do Piauí là một đô thị thuộc bang Piauí, Brasil. Đô thị này có diện tích 1350,519 km², dân số năm 2007 là 19745 người, mật độ 14,62 người/km².